# 大淖湖
大淖湖是一个位于中国内蒙省伊金霍洛旗县的湖泊，面积约为12平方千米。